# Castello di Ceresara
Il castello di Ceresara è un'antica fortificazione risalente al XIII secolo situata nel centro storico di Ceresara, in provincia di Mantova, che conserva inalterata la Torre Civica, nell'attuale piazza Castello.

## Storia
Il fortilizio originario fu abbattuto ai tempi in cui apparteneva alla famiglia dei Bonacolsi, signori di Mantova fino al 1328, anno in cui furono cacciati da Luigi Gonzaga.
Il castello fu probabilmente ricostruito alla fine del Trecento da una nobile famiglia insediatasi nel luogo, i Ceresara, discendenti da un Lanfranco, calato dalla Germania nel XII secolo. I Gonzaga, nel XV secolo, elevarono l'importanza del borgo a difesa delle loro terre di confine e fecero abitare il castello da un loro vicario. Un importante membro della dinastia passò parte della sua vita nella struttura e vi morì a 27 anni: Gianlucido Gonzaga, figlio quartogenito di Gianfrancesco Gonzaga, primo marchese di Mantova.
L'edificio fu anche abitato dal poeta e letterato Ascanio de' Mori da Ceno che, dal 1578 al 1582, era al servizio di Guglielmo Gonzaga nel borgo.
La torre, munita di ponte levatoio, fungeva da porta di accesso al borgo fortificato e ha subito un importante restauro conservativo nel 1981.

## Struttura
Accanto alle architetture fortificate in pietra o laterizio, molte delle quali hanno resistito alle intemperie e ai secoli e sono fortunatamente sopravvissute fino ad oggi, hanno avuto un ruolo rilevante anche i castelli in terra e legno, manufatti che per la deperibilità dei materiali non hanno lasciato traccia di sé, ma che da molti storici sono considerati come i tipici castelli medievali.
Diffusi nel paesaggio della pianura padana, ben oltre il XIV secolo, i castelli in terra e legno si caratterizzavano per la compresenza di tre opere difensive: fossato, terrapieno e palizzata.
Fondamentale era lo scavo del fossato, che, con il suo perimetro chiuso, delimitava l'area stessa del castello e una volta allagato costituiva un ostacolo notevole all'assalto dell'insediamento; con la terra di risulta dello scavo, accumulata e opportunamente battuta e compattata, si formava il terrapieno, indicato con i sinonimi di terraglio – terralium – o aggere – agger -, che recintava come una muraglia l'intero perimetro, eccettuato il varco in corrispondenza della porta, dove un ponte mobile consentiva di oltrepassare il fossato; sopra il terrapieno si infiggeva infine una palizzata rinforzata da assi detta “palancato” o un solido steccato, che serviva da parapetto per i difensori del sito, i quali si avvantaggiavano quindi del riparo e del dislivello altimetrico.
L'apparato fortificatorio di questi castelli era sovente completato, come riferiscono i documenti dei secoli X-XII, da altri manufatti in legno rappresentati da una o più torri di vedetta, variamente denominate “battifredi, butefredi, belfredi” e da postazioni coperte, simili a torrette sporgenti dalla sommità del fortilizio, dette “bertesche”.
Dalle fonti emergono informazioni preziose circa l'articolazione del sistema difensivo di Ceresara nella seconda metà del XIV secolo. Da un documento emerge l'esistenza di un recinto – “ridotto, ricetto” -, allestito, secondo una tendenza comune a molte altre fortificazioni, appena fuori dal castello, a nord est dell'abitato, nel quale erano rinchiusi più di mille capi di bestiame. La presenza di questa struttura e di una tale quantità di bestiame, oltre ad attestare che l'allevamento era attività piuttosto praticata, dimostra l'esplicarsi di una dinamica da incastellamento, che, in conseguenza di un diffuso stato di allarme e insicurezza, produce un consistente accentramento della popolazione rurale nel castello, con sistemazione degli animali all'esterno, mentre all'interno venivano depositate e custodite – “incanevamento” – le biade, ossia i cereali, il bene più prezioso, che continueranno ad essere conferiti nel castello anche in seguito.
Il secondo indizio riguarda la circha, termine – dal latino circa, circum, “intorno” – che ha una pluralità di significati e non va sbrigativamente tradotto con cerchia; con esso infatti si identificavano sia il fossato o canale posto a cintura dell'abitato, sia il complesso di recinzioni, siepi, staccionate, serragli, casupole, baracche e alti manufatti dislocati in linea lungo il suo corso.
Come in altri fortilizi della Lombardia e dell'Emilia, Ceresara si avvaleva dunque di un sistema difensivo ad anelli concentrici, documentato da diverse fonti; il centro era occupato dal castello, che si estendeva su un'area a pianta quadrata, di circa 130 metri per lato; intorno al castello c'era la fossa, separata mediante un argine da un secondo fossato detto “redefosso” che duplicava il primo; esternamente al redefosso c'era la circha – più tardi riconoscibile nel tracciato del canale Seriola -, che aveva la funzione di segnare il limite esterno dell'abitato e di costituire una prima, seppur modesta, barriera di protezione; nell'area posta tra la ‘'circha'’ e il redefosso sorgevano le case del borgo; ma a Ceresara c'erano anche agglomerati di case e capanne in posizione periferica rispetto alla stessa circha che formavano la cosiddetta circheta. Per la loro ubicazione e per la loro fragilità strutturale le cirche si incendiavano – o venivano incendiate – con una certa frequenza.
Costruito in un'epoca in cui le armi bianche – spade, lance, mazze ecc. – e nevrobalistiche – archi, balestre, catapulte eccetera – dominavano la scena, il castello di Ceresara, munito di terrapieno, palizzata, torri lignee, bertesche, doppio fossato, circha e una sola struttura muraria, il barbacane, cioè la porta d'ingresso, la sola parte sopravvissuta fino ad oggi, era certamente espressione del contesto tecnico, economico e politico del territorio mantovano, ma non costituiva certo un'eccezione nel panorama delle fortificazioni rurali di fine Trecento.